# Jim Bett
James „Jim” Bett (ur. 25 listopada 1959 w Hamilton) – piłkarz szkocki grający na pozycji środkowego pomocnika. Jego synowie: Baldur Bett i Calum Bett są byłymi reprezentantami Islandii U-19.

## Kariera klubowa
Karierę piłkarską Bett rozpoczął w Gartcosh Boys Club. Następnie przeszedł do Airdrieonians F.C. i w latach 1976–1978 występował w jego barwach w szkockiej First Division. Następnie na krótko trafił do islandzkiego Knattspyrnufélagið Valur, z którym wywalczył mistrzostwo Islandii. W 1979 roku przeszedł do belgijskiego KSC Lokeren, w którym spędził cały sezon 1979/1980.
W 1980 roku Bett wrócił do Szkocji i za 150 tysięcy funtów przeszedł do Rangers F.C. Przez trzy lata był podstawowym zawodnikiem tego zespołu. Rozegrał w nim 104 mecze w Premier League i strzelił 21 goli. W 1981 roku zdobył Puchar Szkocji (4:1 w finale z Dundee United), a w 1982 roku – Puchar Ligi Szkockiej (2:1 z Dundee United).
W 1983 roku Bett ponownie został piłkarzem KSC Lokeren, a w 1985 roku przeszedł za 300 tysięcy funtów do Aberdeen F.C. W 1986 i 1990 roku dwukrotnie zdobył z Aberdeen Puchar Ligi oraz Puchar Szkocji. Do 1994 roku rozegrał w Aberdeen 257 spotkań i strzelił 33 gole. W 2003 roku został wybrany do Galerii Sław Aberdeen.
Następnie Szkot trafił na Islandię, gdzie grał w Reykjavíkur, z którym wywalczył Puchar Islandii. Pod koniec roku 1994 odszedł do Heart of Midlothian F.C. z Edynburga. Po roku gry w Hearts przeszedł do Dundee United, a w 1996 zakończył karierę piłkarską.
| Sezon   | Klub                     | Kraj     | Rozgrywki      | Mecze | Bramki |
| ------- | ------------------------ | -------- | -------------- | ----- | ------ |
| 1976/77 | Airdrieonians F.C.       | Szkocja  | First Division | 1     | 0      |
| 1977/78 | Airdrieonians F.C.       | Szkocja  | First Division | 7     | 0      |
| 1978    | Knattspyrnufélagið Valur | Islandia | 1. deild karla | ?     | ?      |
| 1979    | Knattspyrnufélagið Valur | Islandia | 1. deild karla | ?     | ?      |
| 1979/80 | KSC Lokeren              | Belgia   | Division I     | 33    | 1      |
| 1980/81 | Rangers F.C.             | Szkocja  | Premier League | 34    | 4      |
| 1981/82 | Rangers F.C.             | Szkocja  | Premier League | 35    | 11     |
| 1982/83 | Rangers F.C.             | Szkocja  | Premier League | 35    | 6      |
| 1983/84 | KSC Lokeren              | Belgia   | Division I     | 32    | 1      |
| 1984/85 | KSC Lokeren              | Belgia   | Division I     | 32    | 6      |
| 1985/86 | Aberdeen F.C.            | Szkocja  | Premier League | 24    | 3      |
| 1986/87 | Aberdeen F.C.            | Szkocja  | Premier League | 38    | 4      |
| 1987/88 | Aberdeen F.C.            | Szkocja  | Premier League | 38    | 10     |
| 1988/89 | Aberdeen F.C.            | Szkocja  | Premier League | 31    | 5      |
| 1989/90 | Aberdeen F.C.            | Szkocja  | Premier League | 30    | 3      |
| 1990/91 | Aberdeen F.C.            | Szkocja  | Premier League | 36    | 7      |
| 1991/92 | Aberdeen F.C.            | Szkocja  | Premier League | 38    | 1      |
| 1992/93 | Aberdeen F.C.            | Szkocja  | Premier League | 17    | 0      |
| 1993/94 | Aberdeen F.C.            | Szkocja  | Premier League | 6     | 0      |
| 1994    | KR Reykjavík             | Islandia | 1. deild karla | 13    | 4      |
| 1994/95 | Heart of Midlothian F.C. | Szkocja  | Premier League | 26    | 2      |
| 1995/96 | Dundee United            | Szkocja  | Premier League | 23    | 2      |

## Kariera reprezentacyjna
W reprezentacji Szkocji Bett zadebiutował 23 marca 1982 roku w wygranym 2:1 towarzyskim spotkaniu z Holandią. W 1986 roku był w kadrze Szkocji na Mundialu w Meksyku, jednak nie rozegrał na nim żadnego spotkania. Z kolei w 1990 roku został powołany do kadry na Mistrzostwa Świata we Włoszech. Tam wystąpił jednym meczu, przegranym 0:1 z Kostaryką. Od 1982 roku do 1990 roku rozegrał w kadrze narodowej 26 meczów i strzelił jednego gola.